# Fenómenos cuánticos macroscópicos
Los fenómenos a los que llamamos fenómenos cuánticos macroscópicos son macroscópicos por dos razones:
1. Los estados cuánticos están ocupados por un gran número de partículas (normalmente el número de Avogadro).
2. Los estados cuánticos involucrados son de tamaño macroscópico (hasta de tamaño kilométrico en hilos superconductores).
Los efectos cuánticos macroscópicos están entre los fenómenos más elegantes de la física. El capítulo 21 de "Feynman Lectures on Physics" empieza tratando este tema con la frase  "Esta lección es sólo para entretenerse." En el período transcurrido desde 1996 a 2003 se han otorgado cuatro premios Nobel por trabajos relacionados con los fenómenos cuánticos macroscópicos. Los fenómenos macroscópicos cuánticos pueden observarse en el helio superfluido, superconductores, gases cuánticos diluidos y en luz láser. Aunque estos medios son muy diferentes, su comportamiento es muy similar ya que todos muestran un comportamiento cuántico macroscópico.

## Condensado de Bose-Einstein
En esta sección se debatirá el llamado condensado de Bose-Einstein y se derivará una expresión para la temperatura TB del condensado por debajo de la cual aparecen estados cuánticos macroscópicos. Consideraremos un sistema de un mol de partículas, tal que el número de partículas es igual al número de Avogadro NA y el volumen es igual al volumen molar Vm. La llamada densidad de estados D(E) está definida por la relación
| {\displaystyle \delta n=D(E)\delta E.} | (1) |
Aquí δn es el número de estados cuánticos mecánicos en la banda de energía desde E hasta E+δE. Para un gas ideal con partículas de masa m y spin 0 la densidad viene dada por
| {\displaystyle D(E)={\frac {2\pi V_{m}(2m)^{3/2}}{h^{3}}}{\sqrt {E}}.} | (2) |
Donde h es la constante de Planck. En las estadísticas de Bose-Einstein el número medio de partículas que ocupan un estado cuántico viene dado por
| {\displaystyle P(E)={\frac {1}{-1+\exp((E-\mu )/(kT))}}.} | (3) |
Donde μ es el potencial químico por partícula y k es la constante de Boltzmann. En las ecuaciones (1), (2), y (3) NA viene dado por
| {\displaystyle N_{A}={\frac {2\pi V_{m}(2m)^{3/2}}{h^{3}}}\int _{0}^{\infty }{\frac {{\sqrt {E}}\mathrm {d} E}{-1+\exp((E-\mu )/(kT))}}.} | (4) |
Para evitar la divergencia de la integral en el intervalo de energía de 0 a ∞ se requiere que
| {\displaystyle \mu <0.} | (5) |
En la Eq.(4) el potencial químico μ puede calcularse como función de T. A altas temperaturas se espera que μ sea <0. Sin embargo, el pequeño milagro es que ese μ se vuelve igual 0, no a temperatura T=0, sino a una temperatura finita TB. Esta temperatura se puede calcular a partir de la Eq.(4) con μ=0. Al introducir x=E/kT se tiene que
| {\displaystyle N_{A}=2\pi V_{m}({\frac {2mkT_{B}}{h^{2}}})^{3/2}\int _{0}^{\infty }{\frac {{\sqrt {x}}\mathrm {d} x}{-1+\exp x}}.} | (6) |
La integral puede ser calculada numéricamente. Normalmente se escribe en términos de una función zeta de Riemann como
| {\displaystyle \int _{0}^{\infty }{\frac {{\sqrt {x}}\mathrm {d} x}{-1+\exp x}}={\frac {1}{2}}{\sqrt {\pi }}\zeta \left({\frac {3}{2}}\right).} | (7) |
Y con el resultado la Eq.(6) queda
| {\displaystyle N_{A}=2\pi V_{m}({\frac {2mkT_{B}}{h^{2}}})^{3/2}{\frac {1}{2}}{\sqrt {\pi }}\zeta \left({\frac {3}{2}}\right).} | (8) |
Por tanto
| {\displaystyle T_{B}={\frac {h^{2}}{2mk}}({\frac {N_{A}}{2\pi V_{m}{\frac {1}{2}}{\sqrt {\pi }}\zeta ({\frac {3}{2}})}})^{3/2}} | (9) |
o
| {\displaystyle T_{B}={\frac {1}{11.918..}}{\frac {h^{2}}{mk}}\left({\frac {N_{A}}{V_{m}}}\right)^{3/2}.} | (10) |
Con los valores para el helio líquido (con masa molar 0.004 kg/mol y Vm=27.6 cm³/mol) se obtiene TB=3.1 K. Este resultado está notablemente cerca de los 2.17 K que es el valor del llamado punto lambda (Tλ) en el que tiene lugar la transición a la superfluidez. Aunque el helio-4 líquido no es un gas ideal, esto es una evidencia clara de que la superfluidez se debe al condensado de Bose-Einstein.
Si T<TB todavía tenemos que μ=0. La expresión
| {\displaystyle N_{e}=2\pi V_{m}({\frac {2mkT}{h^{2}}})^{3/2}{\frac {1}{2}}{\sqrt {\pi }}\zeta \left({\frac {3}{2}}\right)=\left({\frac {T}{T_{B}}}\right)^{3/2}N_{A}} | (11) |
devuelve el número de partículas con E > 0 (estados excitados). El resto de partículas
| {\displaystyle N_{s}=N_{A}-N_{e}} | (12) |
está en estado cero (E=0) que está ocupado por partículas Ns. Se dice que las partículas Ns están "condensadas" en un estado. Ya que esto es una fracción importante del número de Avogadro, se considera un número macroscópico de partículas.
Para la Eq.(11) puede cumplirse no se necesita que sea el estado cero el que esté ocupado macroscópicamente. También puede tenerse un estado con una energía mayor como es el caso de una geometría cilíndrica donde las partículas pueden condensarse en un estado con momento angular distinto de cero.

## Consecuencias de la ocupación macroscópica

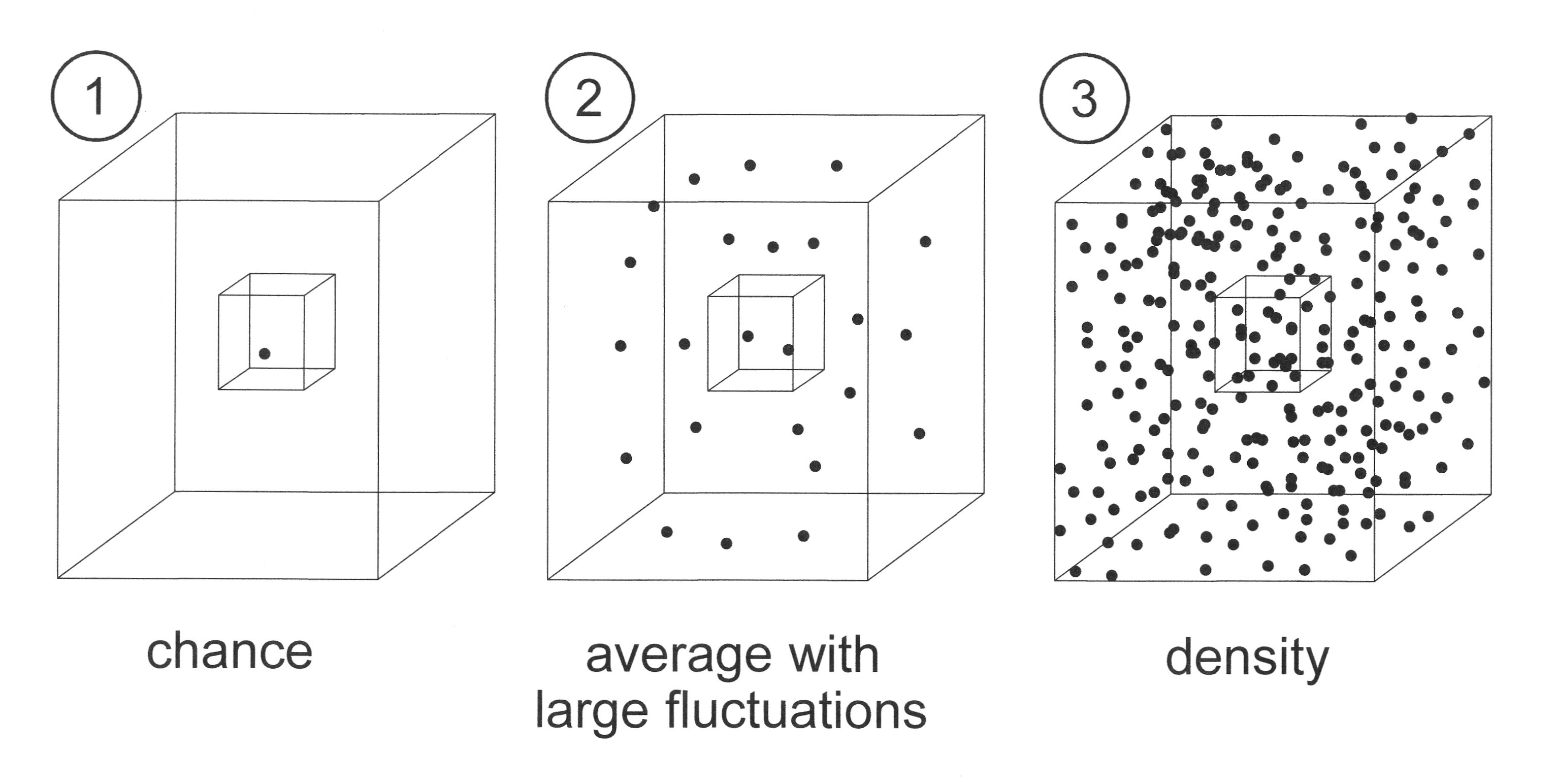
Fig.1 A la izquierda: Una única partícula; la pequeña caja está vacía normalmente. Sin embargo, existe cierta posibilidad de encontrar la partícula en la caja. La posibilidad viene dada por la Eq.(15). En medio: Unas pocas partículas. Normalmente hay algunas partículas en la caja. Se puede definir una media, pero el número real de partículas en la caja tiene fluctuaciones grandes alrededor de la media. A la derecha: Un gran número de partículas. Las fluctuaciones alrededor de la media son pequeñas.

Fritz London introdujo el concepto de estados cuánticos macroscopicamente ocupados. En esta sección se explicará que significa si el estado cero está ocupado por un gran número de partículas. Empezaremos con la función de onda de estado cero escrita tal que
| {\displaystyle \Psi =\Psi _{0}\exp(i\varphi )} | (13) |
siendo Ψ₀ la amplitud y {\displaystyle \varphi } la fase. La función de onda se normaliza tal que
| {\displaystyle \int \Psi \Psi ^{*}\mathrm {d} V=N_{s}.} | (14) |
La interpretación física de la cantidad
| {\displaystyle \Psi \Psi ^{*}\Delta V} | (15) |
depende del número de partículas. La Fig.1 representa un contenedor con un cierto número de partículas con volumen de control ΔV dentro. Se comprueba de vez en cuando cuantas partículas están en la caja de control. Pueden ocurrir tres casos diferentes:
1. Solo hay una partícula. En este caso el volumen de control está vacío casi todo el tiempo. Sin embargo, hay cierta posibilidad de encontrar una partícula en él dada la Eq.(15). La posibilidad es proporcional a ΔV. El factor ΨΨ∗ es la densidad de posibilidad.
2. Si el número de partículas es algo mayor es que hay algunas partículas dentro de la caja. Se define pues una media, pero el número real de partículas tiene relativamente grandes fluctuaciones alrededor de esta media.
3. En el caso de un gran número de partículas, siempre habrá muchas partículas en la pequeña caja. El número fluctuará pero las fluctuaciones alrededor de la media son relativamente pequeñas. La media de partículas es proporcional a ΔV y ahora se interpreta a ΨΨ∗ como la densidad de partículas.
En mecánica cuántica la probabilidad de densidad de flujo de partículas Jp (unidades: partículas por segundo por m²) puede derivarse de la ecuación de Schrödinger y queda
| {\displaystyle {\vec {J}}_{p}={\frac {1}{2m}}(\Psi (i{\frac {h}{2\pi }}{\vec {\nabla }}-q{\vec {A}})\Psi ^{*}+cc)} | (16) |
con q siendo la carga de la partícula y {\displaystyle {\vec {A}}} el vector potencial. Dada la Eq.(13)
| {\displaystyle {\vec {J}}_{p}={\frac {\Psi _{0}^{2}}{m}}({\frac {h}{2\pi }}{\vec {\nabla }}\varphi -q{\vec {A}}).} | (17) |
si la función de onda está macroscópicamente ocupada la probabilidad de densidad de flujo de partículas se convierte en densidad de flujo de partículas. Se introduce aquí la velocidad de fluido vs mediante la densidad de flujo de masa
| {\displaystyle m{\vec {J}}_{p}=\rho _{s}{\vec {v}}_{s}.} | (18) |
La densidad (masa por m³) es
| {\displaystyle m\Psi _{0}^{2}=\rho _{s}} | (19) |
por tanto la Eq.(17) queda
| {\displaystyle {\vec {v}}_{s}={\frac {1}{m}}({\frac {h}{2\pi }}{\vec {\nabla }}\varphi -q{\vec {A}}).} | (20) |
Esta importante relación conecta la velocidad, un concepto clásico, del condensado con la fase de la función de onda, un concepto mecánico-cuántico.

## Helio superfluido

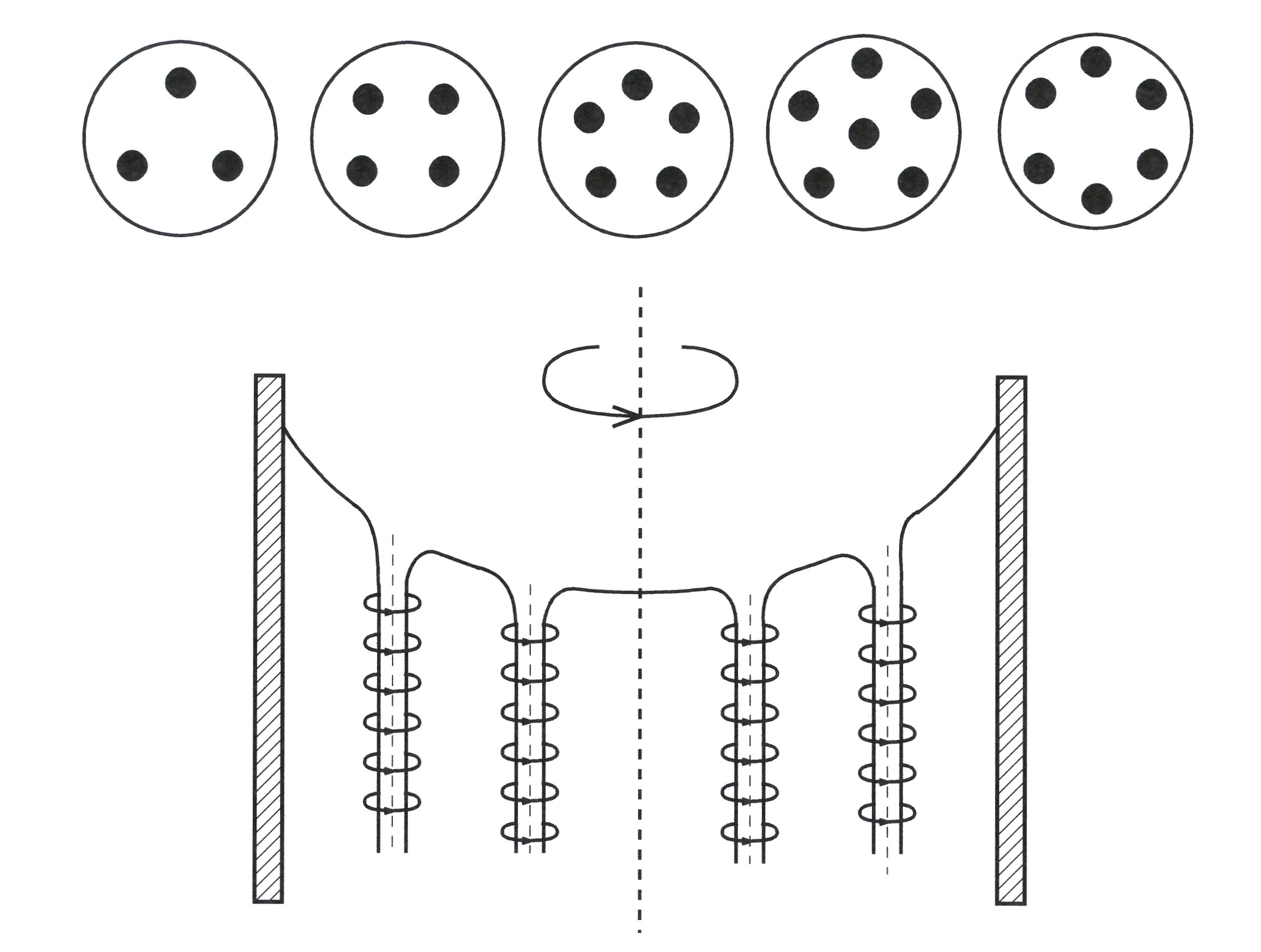
Fig.2 Lower part: vertical cross section of a column of superfluid helium rotating around a vertical axes. Upper part: Top view of the surface showing the pattern of vortex cores. From left to right the rotation speed is increased resulting in an increasing vortex-line density.

Por debajo de la temperatura lambda el helio muestra la propiedad única de superfluidez. La fracción de líquido que forma el componente superfluido es un fluido cuántico macroscópico. El átomo de helio es una partícula neutra, por lo tanto q=0. Es más, con la masa de la partícula m=m₄ la Eq.(20) se reduce a
| {\displaystyle {\vec {v}}_{s}={\frac {1}{m_{4}}}{\frac {h}{2\pi }}{\vec {\nabla }}\varphi .} | (21) |
Para un bucle arbitrario en el líquido se tiene que
| {\displaystyle \oint {\vec {v}}_{s}\cdot {\vec {\mathrm {d} s}}={\frac {h}{2\pi m_{4}}}\oint {\vec {\nabla }}\varphi \cdot {\vec {\mathrm {d} s}}.} | (22) |
Debido al naturaleza de valor singular de la función de onda
| {\displaystyle \oint {\vec {\nabla }}\varphi \cdot {\vec {\mathrm {d} s}}=2\pi n} | (23a) |
siendo n entero, se tiene que
| {\displaystyle \oint {\vec {v}}_{s}\cdot {\vec {\mathrm {d} s}}={\frac {h}{m_{4}}}n.} | (23b) |
La cantidad
| {\displaystyle \kappa ={\frac {h}{m_{4}}}=1.0\times 10^{-7}m^{2}/s} | (24) |

es la cuantización de la circulación. Para un movimiento circular con radio r
| {\displaystyle \oint {\vec {v}}_{s}\cdot {\vec {\mathrm {d} s}}=2\pi v_{s}r.} | (25) |

Es caso de un quantum (n=1)
| {\displaystyle v_{s}={\frac {1}{2\pi r}}\kappa .} | (26) |

Cuando el helio superfluido es puesto en rotación la Eq.(25) no será satisfecha por todos los bucles dentro del líquido a menos que la rotación esté organizada alrededor de líneas de vortex como se muestra en la Fig.2. Estas líneas tienen un núcleo vacío con un diámetro aproximado de 1 Å (¡que es más pequeño que la distancia media entre partículas!). El helio superfluido rota alrededor del núcleo a muy altas velocidades. Justo fuera del núcleo (r = 1 Å) la velocidad puede ser tan grande como 160 m/s. Los núcleos de las líneas de vortex y el contenedor rotan como un cuerpo sólido alrededor de los ejes de rotación con la misma velocidad angular. El número de líneas de vortex se incrementa con la velocidad angular tal y como se muestra en la mitad superior de la figura. Hay que darse cuenta de que las dos figuras de la derecha contienen seis líneas de vortex, pero las líneas están organizadas en diferentes patrones estables.

## Superconductividad

### Cuantización Fluxoide
En los superconductores, los bosones involucrados son los llamades pares de Cooper que son cuasipartículas formadas por dos electrones. De ahí que m = 2me y q = -2e donde me y e son la masa del electrón y la carga elemental. Se obtiene de la Eq.(20) tal que:
| {\displaystyle 2m_{e}{\vec {v}}_{s}={\frac {h}{2\pi }}{\vec {\nabla }}\varphi +2e{\vec {A}}.} | (27) |
Integrando Eq.(27) en un bucle cerrado se obtiene
| {\displaystyle 2m_{e}\oint {\vec {v}}_{s}\cdot {\vec {\mathrm {d} s}}=\oint ({\frac {h}{2\pi }}{\vec {\nabla }}\varphi +2e{\vec {A}})\cdot {\vec {\mathrm {d} s}}} | (28) |
Y para el caso del helio se define la fuerza del vortex
| {\displaystyle \oint {\vec {v}}_{s}\cdot {\vec {\mathrm {d} s}}=\kappa } | (29) |
y se usa la relación general
| {\displaystyle \oint {\vec {A}}\cdot {\vec {\mathrm {d} s}}=\Phi } | (30) |
donde Φ es el flujo magnético contenido en el bucle. El llamado fluxoide se define por
| {\displaystyle \Phi _{v}=\Phi -{\frac {2m_{e}}{2e}}\kappa .} | (31) |
Los valores generales de κ yΦ dependen de la elección del bucle. Debido a los valores únicos naturales de la función de onda y la Eq.(28) el fluxoid está cuantizado
| {\displaystyle \Phi _{v}=n{\frac {h}{2e}}.} | (32) |
La unidad de cuantización se llama cuanto de flujo magnético
| {\displaystyle \Phi _{0}={\frac {h}{2e}}=2.067833758(46)\times 10^{-15}} Wb. | (33) |
El cuanto de flujo juega un papel muy importante en la superconductividad. El campo magnético de la tierra es muy pequeño (sobre 50 μT), pero genera un cuanto de flujo en un área de 6 por 6 μm. Por lo tanto, el cuanto de flujo es muy pequeño. Aun así fue medido con una precisión de 9 dígitos como se muestra en la Eq.(33). A día de hoy el valor dado por la Eq.(33) es exacto por definición.

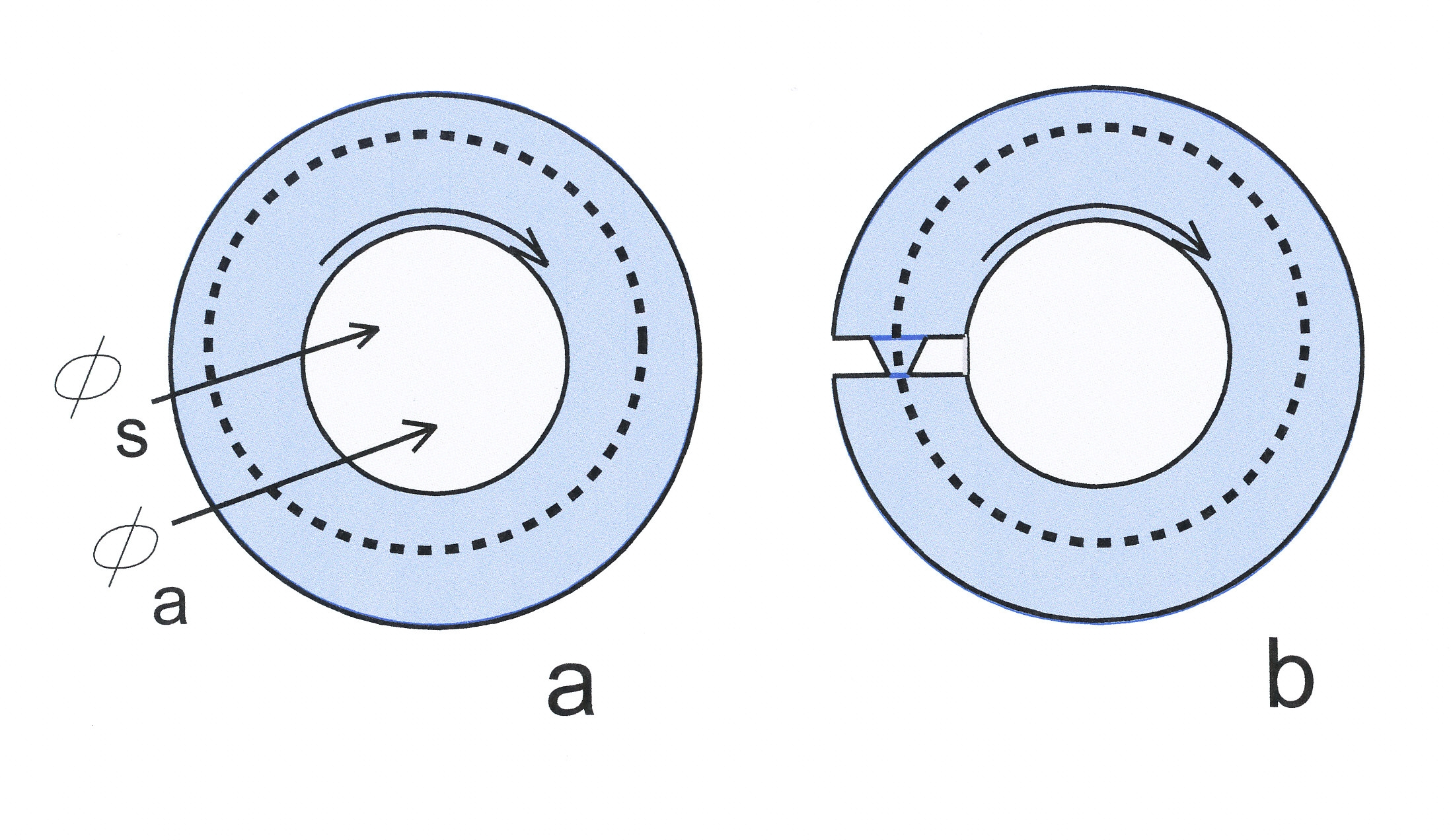
Fig. 3. Dos anillos superconductores bajo la acción de un campo magnético. a: anillo superconductor grueso. El bucle de integración está completamente contenido en la región con v_{s}=0; b: Anillo superconductor grueso con una conexión débil. El anillo de integración está completamente en la región con v_{s}=0 excepto por una pequeña región cerca de la conexión débil.

En la Fig. 3 se presentan dos situaciones de anillos superconductores en un campo magnético externo. En un caso es un anillo de paredes gruesas y en el otro el anillo también tiene paredes gruesas pero esto se interrumpe por una conexión débil. En el último nos encontraremos con las famosas relaciones de Josephson. En ambos casos se considera el bucle dentro del material. En general una corriente en circulación por superconductores fluirá en el material. El flujo magnético total en el flujo es la suma de los flujos aplicados Φa y el flujo inducido Φs, inducido por la corriente en circulación
| {\displaystyle \Phi =\Phi _{a}+\Phi _{s}.} | (34) |

### Anillo grueso
El primer caso es un anillo grueso en un campo magnético externo (Fig. 3a). Las corrientes en un superconductor solo fluyen por una fina capa en la superficie. El grosor de esta capa viene determinado por la llamada profundidad de penetración de London. Su escala es de algunos μm o menos. Se considera un bucle muy alejado de la superficie tal que vs=0 donde por tanto κ=0. En ese caso el fluxoid es igual al flujo magnético (Φv=Φ). Si vs=0 la Eq.(27) se reduce a
| {\displaystyle 0={\frac {h}{2\pi }}{\vec {\nabla }}{\varphi }+2e{\vec {A}}.} | (35) |
Tomando el rotacional tenemos
| {\displaystyle 0={\frac {h}{2\pi }}{\vec {\nabla }}\times {\vec {\nabla }}\varphi +2e{\vec {\nabla }}\times {\vec {A}}.} | (36) |
Usando las conocidas relaciones {\displaystyle {\vec {\nabla }}\times {\vec {\nabla }}\varphi =0} and {\displaystyle {\vec {\nabla }}\times {\vec {A}}={\vec {B}}} se demuestra que el campo magnético en el corazón del superconductor también es cero. Por tanto, para anillos gruesos, el flujo magnético total en el bucle está cuantizado tal que
| {\displaystyle \Phi =n\Phi _{0}.} | (37) |

### Anillo interrumpido, conexiones débiles

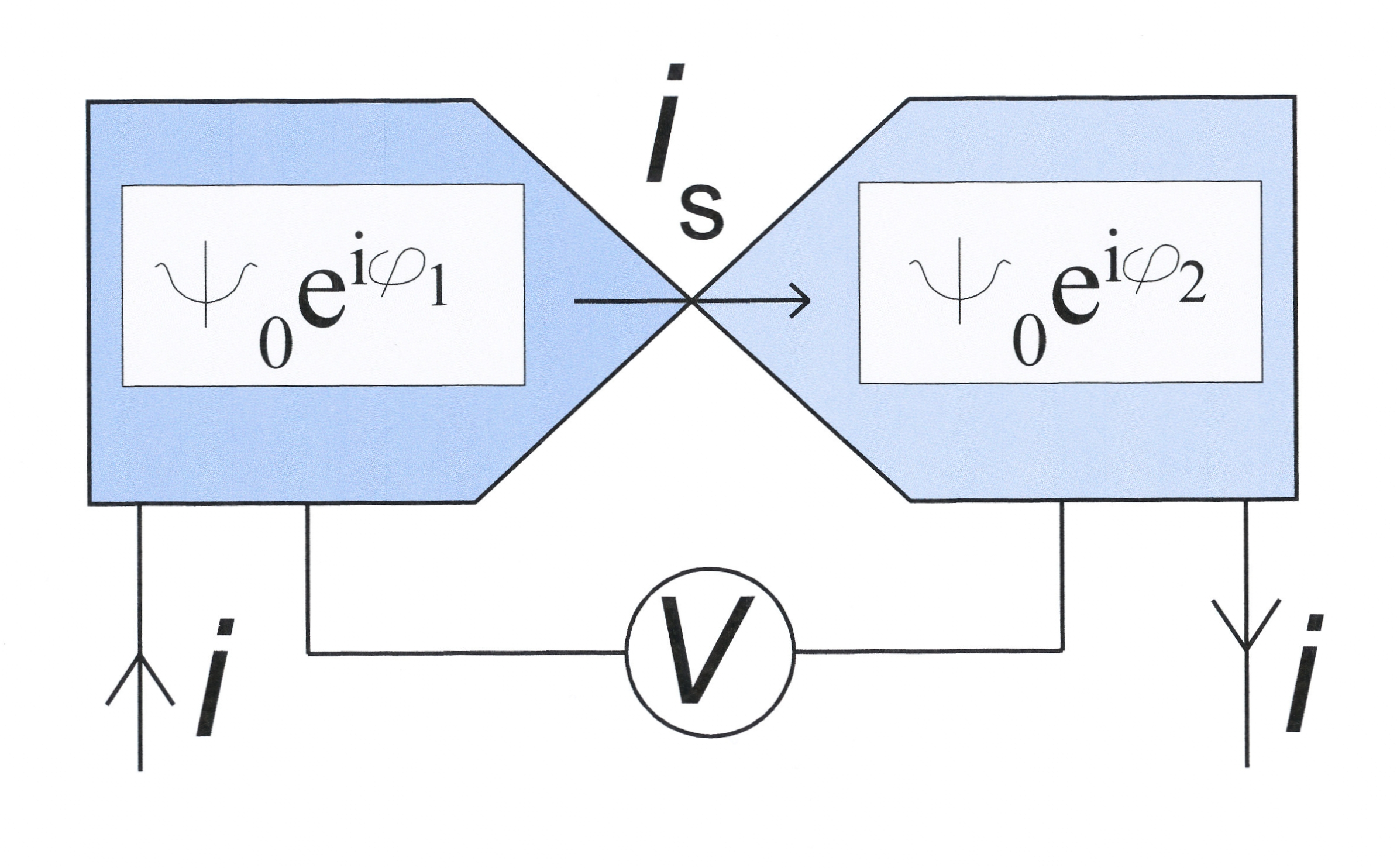
Fig. 4. Esquema de una conexión débil que transporta una corriente de superconducción i_{s}. La diferencia de voltaje en la conexión es V. Se asume que las fases de la función de onda superconductora a la izquierda y a la derecha son constantes. (en el espacio, no en el tiempo) con valores φ_{1} y φ_{2} respectivamente.

Las conexiones débiles juegan un importante papel en la superconductividad moderna. Un muchos casos las conexiones débiles son barreras de óxido entre dos finas capas de superconductores, pero también pueden ser un alrededor de cristal (en el caso de superconductores high-Tc). Véase una representación esquemática en la Fig. 4. Ahora considere el anillo el cual es grueso en todas partes excepto por una pequeña sección donde se cierra el anillo mediante una conexión débil (Fig. 3b). La velocidad es cero excepto en las cercanías de la conexión débil. En estas regiones la contribución de la velocidad al total de fase cambia en el bucle según (usando Eq.(27))
| {\displaystyle \Delta \varphi ^{*}=-{\frac {2\pi }{h}}2m_{e}\int _{\delta }{\vec {v}}_{s}\cdot {\vec {\mathrm {d} s}}.} | (38) |
La integral lineal se hace sobre el contacto desde uno de los lados hasta el otro de tal manera que los puntos finales de la línea están perfectamente dentro del material del superconductor donde vs=0. Por lo tanto el valor de la integral lineal está bien definido (es decir, es independiente de la elección de los puntos finales). Con las eqs.(31), (34), y (38)
| {\displaystyle \Phi _{a}+\Phi _{s}+\Phi _{0}{\frac {\Delta \varphi ^{*}}{2\pi }}=n\Phi _{0}.} | (39) |
Sin tener pruebas se establece que la supercorriente a través de la conexión débil viene dad por la llamada relación de Josephson DC
| {\displaystyle i_{s}=i_{1}\sin(\Delta \varphi ^{*}).} | (40) |
El voltaje en el contacto viene dado por la relación de Josephson AC
| {\displaystyle V={\frac {1}{2\pi }}{\frac {h}{2e}}{\frac {\mathrm {d} \Delta \varphi ^{*}}{\mathrm {d} t}}.} | (41) |
Los nombres de estas relaciones (relaciones DC y AC) son confusas porque ambas sirven para situaciones con DC y AC. En el estado estable (constante {\displaystyle \Delta \varphi ^{*}}) La Eq.(41) demuestra que V=0 mientras que una corriente distinta de cero circula a través de la unión. En el caso de aplicar un voltaje constante (voltage bias) La Eq.(41) puede ser integrada fácilmente y tenemos que
| {\displaystyle \Delta \varphi ^{*}=2\pi {\frac {2eV}{h}}t.} | (42) |
Sustituyendo en Eq.(40) nos queda
| {\displaystyle i_{s}=i_{1}\sin(2\pi {\frac {2eV}{h}}t).} | (43) |
Esto es una corriente AC. La frecuencia
| {\displaystyle \nu ={\frac {2eV}{h}}={\frac {V}{\Phi _{0}}}} | (44) |
se llama la frecuencia de Josephson. Un μV da a una frecuencia sobre 500 MHz. Usando la Eq.(44) el flujo de cuanto queda determinado con gran precisión como se vio en la Eq.(33).
La diferencia de energía de un par de Cooper, moviéndose de un lado del contacto al otro es ΔE = 2eV. Con esta expresión la Eq.(44) puede ser escrita tal que ΔE = hν que es la relación de energía de un fotón con frecuencia ν.
La relación de Josephson AC (Eq.(41)) puede entenderse fácilmente en términos de la ley de Newton, (o desde una de las ecuaciones de London). Empezamos con la ley de Newton:
{\displaystyle {\vec {F}}=m\mathrm {d} {\vec {v}}_{s}/\mathrm {d} t.}
Sustituyendo la expresión por la fuerza de Lorentz
{\displaystyle {\vec {F}}=q({\vec {E}}+{\vec {v}}_{s}\times {\vec {B}})}
y usando la expresión general para la derivación de tiempo en comovimiento
{\displaystyle \mathrm {d} {\vec {v}}_{s}/\mathrm {d} t=\partial {\vec {v}}_{s}/\partial t+(1/2){\vec {\nabla }}v_{s}^{2}-{\vec {v}}_{s}\times ({\vec {\nabla }}\times {\vec {v}}_{s})}
nos queda
{\displaystyle (q/m)({\vec {E}}+{\vec {v}}_{s}\times {\vec {B}})=\partial {\vec {v}}_{s}/\partial t+(1/2){\vec {\nabla }}v_{s}^{2}-{\vec {v}}_{s}\times ({\vec {\nabla }}\times {\vec {v}}_{s}).}
Eq.(20) queda tal que
{\displaystyle 0={\vec {\nabla }}\times {\vec {v}}_{s}+(q/m){\vec {\nabla }}\times {\vec {A}}={\vec {\nabla }}\times {\vec {v}}_{s}+(q/m){\vec {B}}}
por tanto
{\displaystyle (q/m){\vec {E}}=\partial {\vec {v}}_{s}/\partial t+(1/2){\vec {\nabla }}v_{s}^{2}.}
tomando la integral lineal de esta expresión. En los puntos finales las velocidades son cero por tanto el término ∇v2 no contribuye en nada. Usando
{\displaystyle \int {\vec {E}}\cdot \mathrm {d} {\vec {l}}=-V}
y la Eq.(38), con q = -2e y m =2me, nos da la Eq.(41).

### DC SQUID

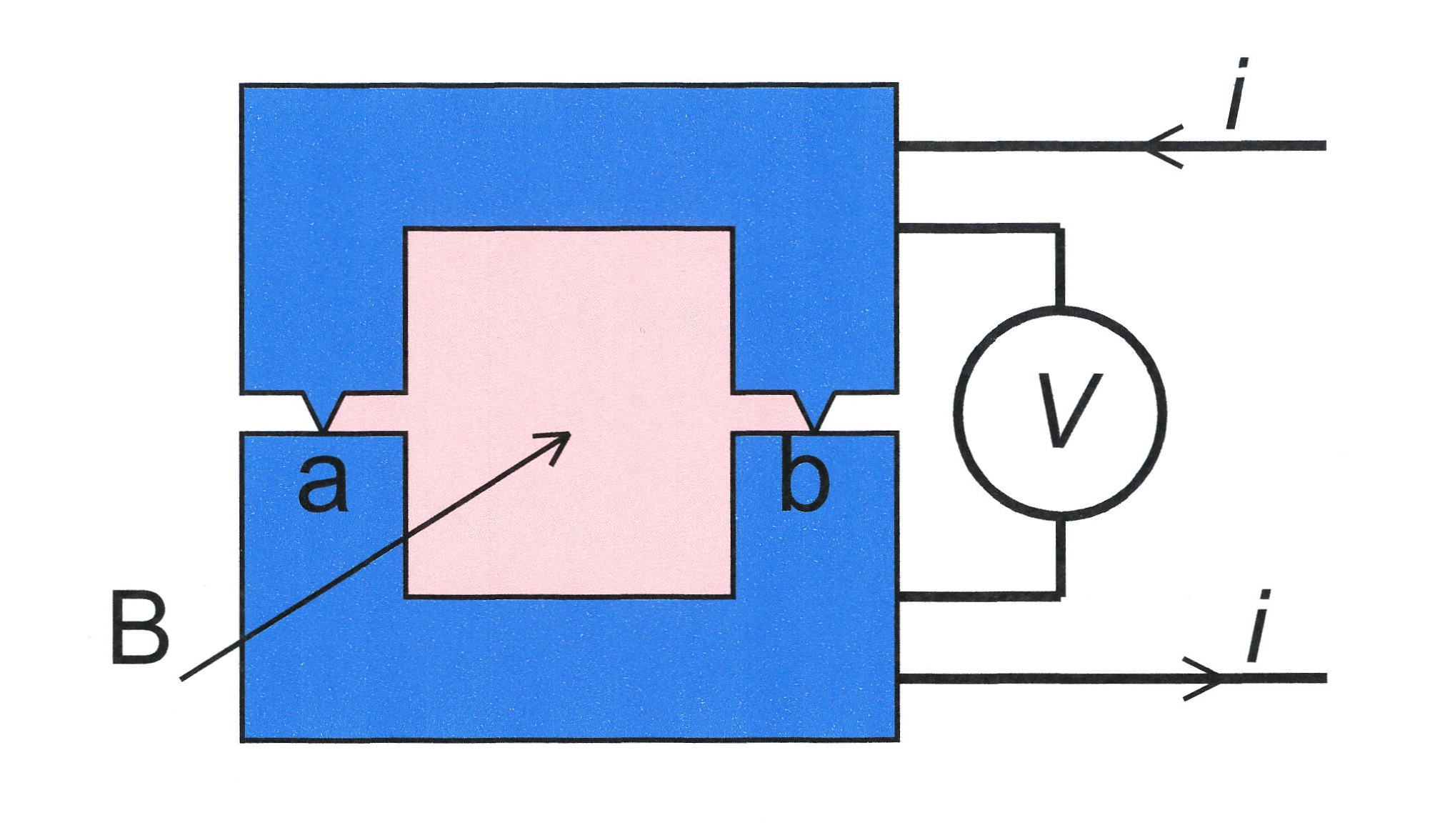
Fig. 5. Dos superconductores conectados por dos enlaces débiles. Se aplica una corriente y un campo magnético.

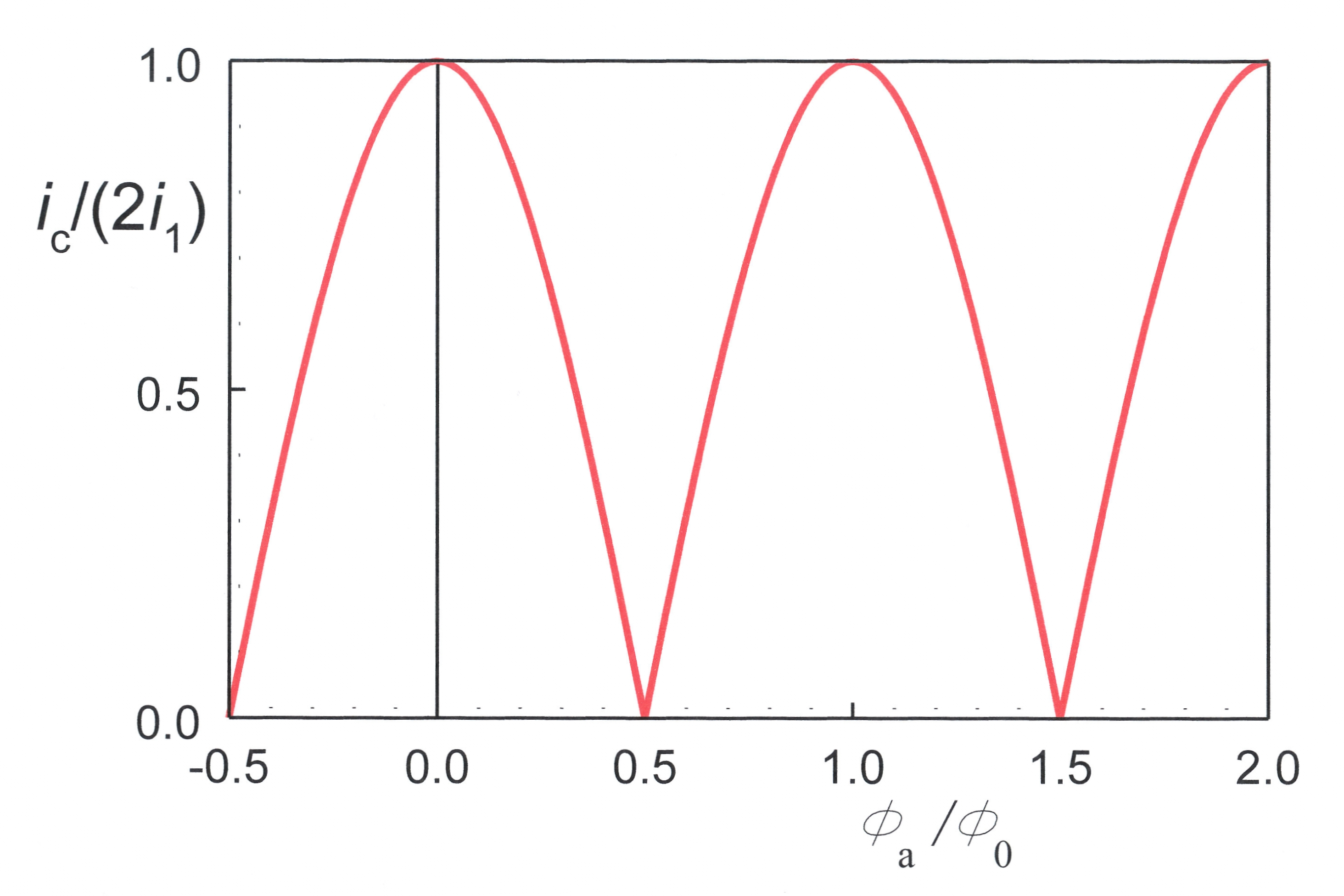
Fig. 6. Dependencia de la corriente crítica de un DC-SQUID del campo magnético aplicado

La figura 5 muestra el llamado DC SQUID. Consiste en dos superconductores conectados por dos enlaces débiles. La cuantización de flujo de un bucle a través de los dos superconductores y los dos enlaces débiles requiere que
| {\displaystyle \Delta \varphi _{a}^{*}=\Delta \varphi _{b}^{*}+2\pi {\frac {\Phi }{\Phi _{0}}}+2\pi n.} | (45) |

Si la propia inductancia del bucle puede ser despreciada, el flujo magnético en el bucle Φ sería igual al flujo aplicado
| {\displaystyle \Phi =\Phi _{a}=BA} | (46) |

siendo B el campo magnético aplicado perpendicularmente a la superficie y A el área de la superficie en el bucle. La supercorriente total viene dada por
| {\displaystyle i_{s}=i_{1}\sin(\Delta \varphi _{a}^{*})+i_{1}\sin(\Delta \varphi _{b}^{*}).} | (47) |

Sustituyendo en la Eq(45) in (47) tenemos
| {\displaystyle i_{s}=i_{1}\sin(\Delta \varphi _{b}^{*}+2\pi {\frac {\Phi }{\Phi _{0}}})+i_{1}\sin(\Delta \varphi _{b}^{*}).} | (48) |

Usando la conocida fórmula geométrica tenemos que
| {\displaystyle i_{s}=2i_{1}\sin(\Delta \varphi _{b}^{*}+\pi {\frac {\Phi }{\Phi _{0}}})\cos(\pi {\frac {\Phi _{a}}{\Phi _{0}}}).} | (49) |

Debido a que la función seno solo puede variar entre −1 y +1, obtener una solución estable solo es posible si la corriente aplicada está por debajo de una corriente crítica que sería
| {\displaystyle i_{c}=2i_{1}\|\cos(\pi {\frac {\Phi _{a}}{\Phi _{0}}})\|.} | (50) |

Préstese atención a que la corriente crítica es periódica en el flujo aplicado con período Φ₀. La dependencia de la corriente crítica del flujo aplicado se muestra en la Fig. 6. Tiene un fuerte parecido con el patrón de interferencias generado por un rayo láser detrás de una rejilla doble. En la práctica la corriente crítica no es cero para valores medio enteros del flujo cuántico del flujo aplicado. Esto se debe al hecho de que la propia inductancia del bucle no puede ser despreciada.

### Superconductividad de tipo II
Un superconductividad tipo-II se caracteriza por sus dos campos críticos llamados Bc1 y Bc2. En un campo magnético Bc1, el campo magnético aplicado comienza a penetrar la muestra, pero la muestra siempre es superconductora. Solo bajo un campo Bc2 la muestra es completamente normal. Para campos entre Bc1 y Bc2, el flujo magnético penetra el superconductor en patrones bien organizados. La rejilla llamada vortex de Abrikosov es similar al patrón mostrado en la figura 2. Se muestra una sección de corte transversal del superconductor en la Fig. 7. El campo es homogéneo más allá de la lámina, pero en el material las corrientes superconductoras fluyen lo que aprietan el campo por "paquetes" de exactamente un cuanto de flujo. ¡El campo típico en el núcleo es tan grande como 1 tesla!. Las corrientes alrededor del núcleo del vortex fluyen en una capa de unos 50 nm con densidades de corrientes del orden de 15×1012 A/m², ¡lo que se corresponde con 15 millones de amperios en un hilo de un mm²!

## Gases cuánticos diluidos
Los tipos clásicos de sistemas cuánticos, superconductores y helio superfluido, fueron descubiertos a principios del siglo XX. Próximo al final del siglo XX se añade un nuevo tipo de espectacular sistema a estos dos, que son los gases atómicos o moleculares muy diluidos, enfriados primero por refrigeración por láser y luego por refrigeración por evaporación. Se confinan en trampas magnéticas. Los isótopos que se han usado incluyen rubidio (Rb-87), sodio (Na-23), litio (Li-7), e hidrógeno (H-1). Las temperaturas a las que pueden ser enfríados son tan bajas como unos pocos nanokelvins. El desarrollo ha sido muy rápido en los últimos años. Un equipo del NIST y la universidad de Colorado ha tenido éxito al crear y observar una cuantización de vortex en estos sistemas. La concentración de vórtices se incrementa con la velocidad angular de rotación, similar al caso del helio superfluido y la superconductividad.